# Globe Trade Centre
Globe Trade Center S.A. (GTC) ist ein börsennotierter polnischer Immobilienkonzern mit Sitz in Warschau.
Das Unternehmen wurde 1994 gegründet.
Die Aktie des Unternehmens wird an der Warschauer Wertpapierbörse gehandelt und war zeitweilig in deren Leitindex WIG20 enthalten.
GTC ist als Immobilienunternehmen in osteuropäischen Ländern tätig.

## Aktionärsstruktur
Das Grundkapital der Gesellschaft beträgt 48.555.512 Złoty und verteilt sich auf 485.555.122 Aktien der Serien A–G, I–N und B1 zum Nennwert von je 0,10 Złoty.:57
| Aktionär                                       | Anzahl gehaltener Aktien | Anteil am Grundkapital | Stimmrechtsanteil |
| ---------------------------------------------- | ------------------------ | ---------------------- | ----------------- |
| GTC Dutch Holdings B.V.                        | 298.575.091              | 61,49 %                | 61,49 %           |
| OFE PZU Złota Jesień (offener Pensionsfonds)   | 48.555.169               | 10,00 %                | 10,00 %           |
| AVIVA OFE Aviva BZ WBK (offener Pensionsfonds) | 37.739.793               | 7,77 %                 | 7,77 %            |
| Streubesitz                                    | 100.685.069              | 20,74 %                | 20,74 %           |

GTC Dutch Holdings B.V. ist eine 100%ige Tochtergesellschaft von LSREF III GTC Investments B.V., welche ihrerseits vom Private-Equity-Fonds Lone Star Real Estate Partners III L.P. beherrscht wird.